# 1858 في الولايات المتحدة
فيما يلي قوائم الأحداث التي وقعت خلال عام 1858 في الولايات المتحدة.

## سياسة

### تعيين في المنصب
- 1 يناير – تشارلز فرانسيس آدمز عضو مجلس النواب الأمريكي.
- 4 يناير – الكسندر راندال حاكم ولاية ويسكونسن [الإنجليزية]‏.
- 6 يناير – لوت م موريل حاكم مين [الإنجليزية]‏.
- 8 يناير – جون ب. ويلر حاكم كاليفورنيا.
- 10 أكتوبر – هيلاند هال حاكم فيرمونت [الإنجليزية]‏.

### انتهاء فترة المنصب
- 1 يناير – ستانلي ماثيوز عضو مجلس ولاية أوهايو.
- 4 يناير – آرثر ماك آرثر نائب حاكم ولاية ويسكونسن [الإنجليزية]‏.
- 5 مايو – آسا بيغز عضو مجلس الشيوخ الأمريكي.

## مواليد

### يناير
- 4 يناير – كارتر قلاس سياسي أمريكي.
- 6 يناير – ألبرت هنري مونسل فنان أمريكي.
- 14 يناير – ب. ج. كينيدي سياسي أمريكي.
- 14 يناير – جرترود أثرتون

### فبراير
- 7 فبراير – رودلف برونو
- 12 فبراير – ويليام سكوت
- 15 فبراير – ويليام هنري بيكرينغ عالم فلك أمريكي.
- 20 فبراير – هاورد أتوود كيلي

### مارس
- 15 مارس – ليبرتي هايد بيلي عالم نبات أمريكي.

### أبريل
- 2 أبريل – صموئيل الكسندر
- 3 أبريل – ماري هاريسون ماكي سياسية من الولايات المتحدة الأمريكية.
- 30 أبريل – ماري ديميك هاريسون الزوجة الثانية للرئيس الأمريكي ال23 بنجامين هاريسون.

### مايو
- 11 مايو – فريدريك تشارلز نيوكومب عالم نبات أمريكي.

### يونيو
- 18 يونيو – وليام جيم ريدفيلد سياسي أمريكي.
- 29 يونيو – جوليا لاثروب

### يوليو
- 26 يوليو – إدوارد هاوس دبلوماسي أمريكي.

### أغسطس
- 17 أغسطس – إسرائيل واو فيشر سياسي أمريكي.
- 20 أغسطس – ريتشارد هنري كامينغز ممثل من الولايات المتحدة الأمريكية.
- 28 أغسطس – رولاند ذاكستر

### سبتمبر
- 15 سبتمبر – فرانك أرلينغتون بريغز سياسي أمريكي.
- 17 سبتمبر – تشارلز ريد بارنز عالم نبات أمريكي.

### أكتوبر
- 15 أكتوبر – جون إل سوليفان ملاكم من الولايات المتحدة الأمريكية.
- 27 أكتوبر – ثيودور روزفلت الرئيس ال26 للولايات المتحدة الأمريكية و قد شغل أعمال أخرى أيضاً.

### نوفمبر
- 28 نوفمبر – ويليام ستانلي جونيور فيزيائي أمريكي.

### ديسمبر
- 30 ديسمبر – إدوارد كونيلي ممثل من الولايات المتحدة الأمريكية.
- 31 ديسمبر – هاري ستيوارت نيو سياسي أمريكي.

## وفيات

### يناير
- 9 يناير – أنسون جونز (مواليد 1798) سياسي من الولايات المتحدة الأمريكية.
- 29 يناير – صموئيل بارتون (مواليد 1785) سياسي أمريكي.

### مارس
- 4 مارس – ماثيو كالبرايث بيري (مواليد 1794) ضابط من الولايات المتحدة الأمريكية.

### أبريل
- 10 أبريل – توماس هارت بنتون (مواليد 1782) سياسي من الولايات المتحدة الأمريكية.

### مايو
- 18 مايو – هابيل هنتنغتون (مواليد 1777) سياسي أمريكي.

### أغسطس
- 28 أغسطس – وليام ف جوردون (مواليد 1787) سياسي أمريكي.

### أكتوبر
- 29 أكتوبر – جون م باتون (مواليد 1797) سياسي أمريكي.

### نوفمبر
- 8 نوفمبر – بنيامين فرانكلين بتلر (مواليد 1795) سياسي أمريكي.